# 打掃吸吮
打掃吸吮（お掃除フェラ，或稱擦槍、清潔口交）是一种性行為后戏。是一種在射精後進行的陰莖口交。由於男性的阴茎在射精后會殘留一些精液和阴道分泌液，因此口交方便用嘴將陰莖表面的體液給舔乾淨，並將尿道內的殘余精液吸出。